# Auditeur de Sécurité Qualifié
Pour les articles homonymes, voir Auditeur.
Auditeur de Sécurité Qualifié (de l'anglais QSA Qualified Security Assessor) est une désignation conférée par le Conseil des Normes de Sécurité de l'Industrie des Cartes de Paiement (PCI SSC - Payment Card Industry Security Standards Coucil) pour les personnes qui répondent au niveau d'éducation en matière de sécurité de l'information inhérent à la formation dispensée par le PCI SSC, qui sont employés d'une société QSA approuvée en tant que société d'audit et de sécurité PCI et qui exécutent des audits de conformité PCI DSS relatifs à la protection des données de cartes bancaires.
Le terme QSA peut être employé pour identifier la personne menant les audits de conformité PCI ou pour identifier la société de conseil et d'audit elle-même. Afin de les différencier le terme QSAC pour Qualified Security Assessor Company (société d'audit de sécurité qualifiée) peut être utilisé.
Le but premier d'un auditeur possédant la certification PCI QSA est de réaliser des audits de sociétés qui traitent des données de cartes bancaires afin de vérifier qu'elles sont en conformité avec les 12 mesures du standard PCI DSS